# Religiose dell'Eucaristia
Le Religiose dell'Eucaristia (in francese Religieuses de l'Eucharistie) sono un istituto religioso femminile di diritto pontificio: le suore di questa congregazione pospongono al loro nome la sigla R.E.

## Storia

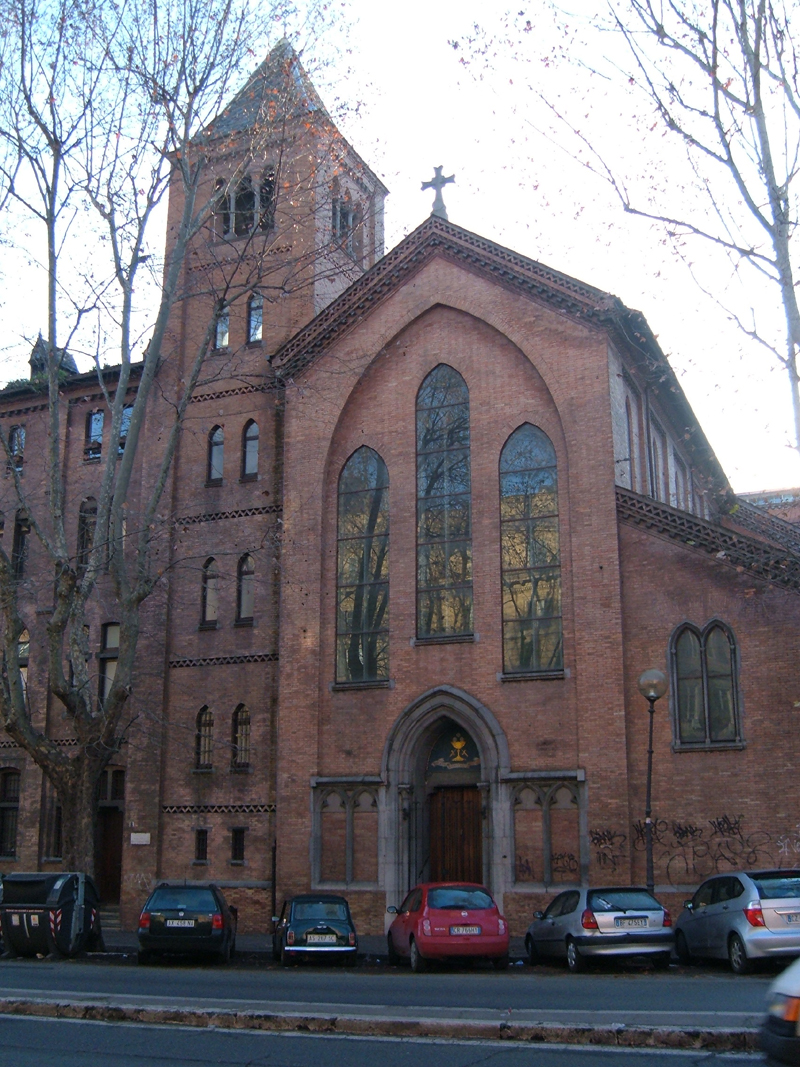
La Chiesa del Corpus Domini, sede romana della congregazione

La congregazione venne fondata da Anna de Meeûs (1823-1904) con l'aiuto del gesuita Jean-Baptiste Boone.
Ottenuta l'approvazione diocesana (26 aprile 1856), la de Meeûs e le sue prime compagne iniziarono a condurre vita comune il 5 luglio 1857.
Il titolo originale dell'istituto, Religiose dell'Adorazione Perpetua del Santissimo Sacramento, venne mutato nell'attuale l'11 luglio 1969.
La congregazione ottenne il pontificio decreto di lode il 24 aprile 1863 e l'approvazione definitiva della Santa Sede il 15 marzo 1872.

## Attività e diffusione
Il fine della congregazione è la propagazione delle opere iniziate dalla de Meeûs: l'arciconfraternita dell'Adorazione Perpetua del Santissimo Sacramento per l'aiuto alle Chiese povere (sorta nel 1848 e trasferita a Roma nel 1879, i cui membri si impegnano ad almeno un'ora mensile di adorazione eucaristica); l'opera del catechismo e l'opera dei ritiri per la preparazione dei bambini alla prima Comunione e alla cresima.
Le suore sono presenti in Belgio e Italia; la sede generalizia è a Watermael-Boitsfort, nei pressi di Bruxelles.
Alla fine del 2008 la congregazione contava 45 religiose in 3 case.